# Serge Leuko
 (septembre 2020).
Serge Leuko, né le 4 août 1993 à Douala au Cameroun, est un footballeur international camerounais. Il évolue au poste d'arrière droit à Waasland-Beveren.

## Biographie

### En club
Avec l'équipe du CD Lugo, il joue 58 matchs en deuxième division espagnole.

### En équipe nationale
Avec les moins de 20 ans, il participe à la Coupe d'Afrique des nations junior en 2011. Lors de cette compétition organisée en Afrique du Sud, il joue quatre matchs. Le Cameroun s'incline en finale face au Nigeria après prolongation. Il dispute ensuite la Coupe du monde des moins de 20 ans 2011 qui se déroule en Colombie. Lors du mondial junior, il joue quatre matchs. Le Cameroun s'incline en huitième de finale face au Mexique, après une séance de tirs au but.
Il reçoit sa première sélection en équipe du Cameroun le 28 mars 2017, en amical contre la Guinée (défaite 1-2). Il joue ensuite lors de cette même année quatre matchs rentrant dans le cadre des éliminatoires du mondial 2018.

## Palmarès
- Finaliste de la Coupe d'Afrique des nations junior en 2011 avec l'équipe du Cameroun des moins de 20 ans